# CIITA
ترانس‌اکتیواتور مجموعه سازگاری بافتی اصلی کلاس دو (انگلیسی: Class II, major histocompatibility complex, transactivator) یک پروتئین و ژن در انسان است.
جهش در این ژن سبب بروز سندرم لنفوسیت برهنه می‌شود که طی آن دستگاه ایمنی به‌شدت دچار اختلال شده و نمی‌تواند با عفونت‌ها مبارزه کند. همچنین بازآرایی‌های کروموزومی این ژن نیز در بروز لنفوم هاجکین و لنفوم میان سینه‌ای سلول بی اولیه نقش دارد.
پروتئین CIITA با مولکول RFXANK تعامل پروتئین-پروتئین دارد.